# 台湾荠苧
台湾荠苧（学名：Mosla formosana）为唇形科石荠苧属下的一个种。其种加词“formosana”意为“台湾的”。
现接受名为小鱼仙草（Mosla dianthera (Buch.-Ham. ex Roxb.) Maxim., 1866）。